# Bowie majortom
Espèce
Bowie majortom est une espèce d'araignées aranéomorphes de la famille des Ctenidae.

## Distribution
Cette espèce est endémique de la province n°1 au Népal,. Elle se rencontre dans le district de Sankhuwasabha vers Chichila.

## Description
La carapace de la femelle holotype mesure 6,5 mm de long sur 5,2 mm et l'abdomen 8,4 mm de long sur 6,7 mm.

## Systématique et taxinomie
Cette espèce a été décrite par Jäger en 2022.

## Étymologie
Son nom d'espèce lui a été donné en référence à Major Tom, le personnage de David Bowie.

## Publication originale
- Jäger, 2022 : « Bowie gen. nov., a diverse lineage of ground-dwelling spiders occurring from the Himalayas to Papua New Guinea and northern Australia (Araneae: Ctenidae: Cteninae). » Zootaxa, no 5170(1), p. 1-200.